# Peter L. Eppinger

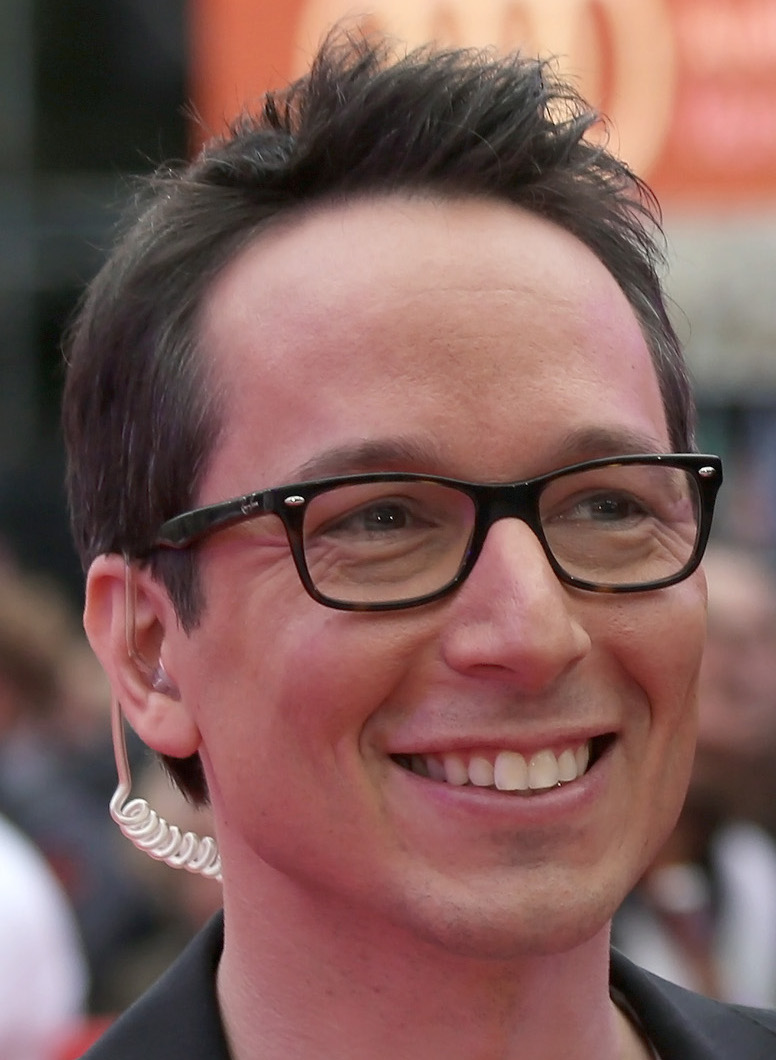
Peter L. Eppinger (Life Ball 2014)

Peter Leo Eppinger (* 31. Jänner 1975 in Wien) ist österreichischer ehemaliger Politiker und ehemaliger Radio- und Fernsehmoderator. Er war als Sprecher für die Österreichische Volkspartei (ÖVP) beziehungsweise „Die neue Volkspartei“ und deren Parteichef Karl Nehammer tätig und war ab der Landtags- und Gemeinderatswahl 2020 bis Juni 2025 Mitglied des Wiener Landtags und Gemeinderats.

## Leben und Karriere
1993 bestand Peter L. Eppinger die Matura am Hernalser Gymnasium Geblergasse im 17. Wiener Gemeindebezirk. Anschließend leistete er 1994 zehn Monate Zivildienst auf der Betreuungsstation des Altersheimes Alszeile, Wien. Nach einem Praktikum in der Lehrredaktion des Radiosenders Ö3 im Jahr 1995 arbeitete er bis zu seinem Ausscheiden aus dem ORF im Juni 2017 in einem festen Vertragsverhältnis bei dem Sender weiter. Er wohnt in Wien.
Für die österreichische Fassung des Films „Himmel und Huhn“ synchronisierte Eppinger das Alien „Melvin“.
Ab 1995 moderierte er für den ORF-Hörfunksender Ö3. Bekannt wurde er durch die Moderation der wöchentlichen  Astrologie-Sendung „Sternstunden“ des österreichischen Popmusiksenders Ö3 mit der Astrologin Gerda Rogers, die bei seiner Hochzeit mit Ehefrau Nina auch als Trauzeugin fungierte. Von 2004 bis Juni 2008 war er einer der Moderatoren in Österreichs meistgehörter Radiosendung, dem täglichen Morgenmagazin „Ö3-Wecker“.
Bei der dritten Staffel der österreichischen Sendung Dancing Stars, welche am 9. März 2007 begann, war er als Tänzer zu sehen und erreichte mit seiner Partnerin Julia Polai den zweiten Platz hinter Klaus Eberhartinger und Kelly Kainz.
2009 folgte Peter L. Eppinger Markus Pohanka als Moderator der ORF-Lokalfernsehsendung Wien heute nach, welche er 2011 zum letzten Mal moderierte.
2014 kommentierte Peter L. Eppinger mit Sandra König den Life Ball.
Bis etwa Juni 2017 moderierte Eppinger auf Ö3 die „Sternstunden“ mit der Astrologin Gerda Rogers und die „Ö3-Drivetimeshow“ mit Olivia Peter.
2017 verließ er Ö3, um als Sprecher für die ÖVP zu arbeiten.
Bei der Landtags- und Gemeinderatswahl 2020 kandidierte Eppinger zum ersten Mal für ein politisches Amt und holte 1428 Vorzugsstimmen. Mit diesem Ergebnis erreichte er ein Mandat des Wiener Gemeinderats und Landtags. Für die Landtags- und Gemeinderatswahl in Wien 2025 verzichtete er auf eine Kandidatur.

## Publikationen
- 2025: Der Trump-Effekt: Kann ein Mann Europa wachrütteln? gemeinsam mit Othmar Karas, Seifert Verlag, ISBN 978-3-903583-01-6.